# Sapium haitiense
Sapium haitiense är en törelväxtart som beskrevs av Ignatz Urban. Sapium haitiense ingår i släktet Sapium och familjen törelväxter. Inga underarter finns listade i Catalogue of Life.